# Martha Brickman
Martha Brickman (ca. 1949) is een Canadees klavecimbelspeler.

## Levensloop
Brickman studeerde aanvankelijk piano en hobo. Naar Rome verhuisd studeerde ze er klavecimbel bij Feruccio Vignanelli en vervolledigde die studie bij Kenneth Gilbert aan het Conservatorium van Montreal (Canada).
Ze behaalde verschillende prijzen
- internationaal klavecimbelconcours in Parijs
- Tweede prijs in 1968 in het internationaal klavecimbelconcours van Brugge, in het kader van het Festival Musica Antiqua.
- Tweede prijs internationaal klavecimbelconcours München in 1970.

Teruggekeerd naar Canada, heeft ze gedoceerd aan het Conservatorium en aan de Laval Universiteit in Montreal en tussenin aan het Conservatorium Santa Cecilia in Rome, Italië. Vanaf 1987 vestigde ze zich in Vancouver waar ze doceerde aan de Vancouver Academy of Music. Ze gaf er ook jaarlijks meestercursussen over de authentieke uitvoeringspraktijk van Oude muziek.
Ze heeft geconcerteerd in Canada, de Verenigde Staten en Europa en enkele platenopnamen gerealiseerd, meestal met Kenneth Gilbert in wiens schaduw ze enigszins gebleven is. Haar platenopnamen behelzen onder meer een uitvoering van de Goldberg Variaties (BWV 988). 
Ze heeft onder meer gespeeld voor Vancouver’s Masterpiece Music, Early Music Vancouver, UBC’s Noon-Hour Concerts, Douglas College’s Noon-Hour Concerts, CBC’s Arts National en Westcoast Performance. Ze heeft samengewerkt met de bekende blokfluitspeler Horacio Franco in Mexico City. Ze heeft sinds 2004 het Trio Amalie gevormd met de celliste Laura Kramer en de violiste Jenny Essers.